# Халди (народ)
Халди або халді ( грец. Χάλδοι) - народність, що населяла в епоху бронзової доби південно-східне чорноморське узбережжя (нині частина Туреччини ). У той же період поблизу від них проживали хатті (не плутати з хеттами), можливо, близькі їм за мовою. Питання про спорідненість з народом халдеїв в Межиріччі залишається відкритим.
Основними джерелами про історію халдів є твори Гомера, Страбона і Ксенофона. Давньогрецькі автори згадують халдів, поряд з їх сусідами халібами на заході, моссінойками і тібаренами (тубалами, табалами) серед перших народів, що оволоділи мистецтвом кування заліза. Як зазначає Страбон"...халди в давнину називалися халібами».
Згідно А. Сагона, земля хальдів, ймовірно, могла розташовуватися на північ від Аракса і на землях, які раніше перебували під пануванням Урарту, особливо в районі долини річки Зівін, на шляху між Карсом і Тушпой.
За часів Римської імперії халди згадуються  як плем'я - безпосередній сусід халібів в понтійській Каппадокії, яка входила до складу римської провінції Понт.
В науковій літературі першої половини XX століття неодноразово згадувалося помилкове припущення про те, що халди являють собою залишки урартських племен, що називають себе на честь урартського верховного бога Халді, однак це припущення виявилося докорінно помилковим.